# Sân vận động Stožice
Sân vận động Stožice (tiếng Slovene: Stadion Stožice) là một sân vận động đa năng nằm ở Ljubljana, Slovenia. Sân được thiết kế bởi kiến trúc sư Slovenia Sadar Vuga d.o.o. và là sân vận động bóng đá lớn nhất trong cả nước. Đây là một trong hai sân vận động chính trong thành phố và nằm ở quận Bežigrad, phía bắc trung tâm thành phố. Sân vận động là một phần của khu liên hợp thể thao Stožice Sports Park.
Sân vận động là sân nhà của câu lạc bộ bóng đá Olimpija Ljubljana và là địa điểm chính của đội tuyển bóng đá quốc gia Slovenia. Bên cạnh bóng đá, sân vận động được thiết kế để tổ chức các sự kiện văn hóa.

## Lịch sử
Sân vận động được đặt tên theo khu vực mà nó được đặt, và việc thay đổi tên có thể diễn ra trong tương lai do quyền tài trợ. Cùng với một đấu trường trong nhà, nó là một phần của Công viên Thể thao Stožice. Diện tích xây dựng sân vận động rộng 24.614 mét vuông. Sân được xây dựng trong 14 tháng và được khai trương vào ngày 11 tháng 8 năm 2010 trong một trận giao hữu bóng đá giữa Slovenia và Úc, mà Slovenia đã giành chiến thắng 2–0.
Sân vận động có sức chứa 16.038 chỗ ngồi và được đặt dưới cao nguyên của công viên. Sân vận động cũng có 558 ghế VIP và 97 điểm cho người khuyết tật. Khu vực báo chí của sân vận động có thể chứa 210 nhà báo. Theo cấu trúc, sân vận động ‘chìm’ vào công viên. Chỉ có mái che trên các khán đài nổi lên trên mặt phẳng của công viên như một miệng núi lửa nguyên khối.
Đối với các mục đích văn hóa như các buổi hòa nhạc, sức chứa của sân vận động được tăng lên hơn 20.000 chỗ ngồi.

## Bóng đá
Sân chủ yếu được sử dụng cho các trận đấu bóng đá. Đây là sân nhà của câu lạc bộ bóng đá Olimpija Ljubljana. Bên cạnh đó, đây cũng là sân nhà của đội tuyển bóng đá quốc gia Slovenia. Vào năm 2021, sân vận động này đã tổ chức trận chung kết giải vô địch bóng đá U-21 châu Âu 2021.

### Các trận đấu của đội tuyển bóng đá quốc gia Slovenia
| Ngày                 | Giải đấu                    | Slovenia vs.         | Kết quả |
| -------------------- | --------------------------- | -------------------- | ------- |
| 11 tháng 8 năm 2010  | Giao hữu                    | Úc                   | 2–0     |
| 8 tháng 10 năm 2010  | Vòng loại Euro 2012         | Quần đảo Faroe       | 5–1     |
| 25 tháng 3 năm 2011  | Vòng loại Euro 2012         | Ý                    | 0–1     |
| 10 tháng 8 năm 2011  | Giao hữu                    | Bỉ                   | 0–0     |
| 2 tháng 9 năm 2011   | Vòng loại Euro 2012         | Estonia              | 1–2     |
| 15 tháng 9 năm 2011  | Giao hữu                    | Hoa Kỳ               | 2–3     |
| 15 tháng 8 năm 2012  | Giao hữu                    | România              | 4–3     |
| 7 tháng 9 năm 2012   | Vòng loại World Cup 2014    | Thụy Sĩ              | 0–2     |
| 6 tháng 2 năm 2013   | Giao hữu                    | Bosna và Hercegovina | 0–3     |
| 22 tháng 3 năm 2013  | Vòng loại World Cup 2014    | Iceland              | 1–2     |
| 6 tháng 9 năm 2013   | Vòng loại World Cup 2014    | Albania              | 1–0     |
| 18 tháng 11 năm 2014 | Giao hữu                    | Colombia             | 0–1     |
| 27 tháng 3 năm 2015  | Vòng loại Euro 2016         | San Marino           | 6–0     |
| 14 tháng 6 năm 2015  | Vòng loại Euro 2016         | Anh                  | 2–3     |
| 9 tháng 10 năm 2015  | Vòng loại Euro 2016         | Litva                | 1–1     |
| 5 tháng 6 năm 2016   | Giao hữu                    | Thổ Nhĩ Kỳ           | 0–1     |
| 8 tháng 10 năm 2016  | Vòng loại World Cup 2018    | Slovakia             | 1–0     |
| 11 tháng 10 năm 2016 | Vòng loại World Cup 2018    | Anh                  | 0–0     |
| 10 tháng 6 năm 2017  | Vòng loại World Cup 2018    | Malta                | 2–0     |
| 4 tháng 9 năm 2017   | Vòng loại World Cup 2018    | Litva                | 4–0     |
| 8 tháng 10 năm 2017  | Vòng loại World Cup 2018    | Scotland             | 2–2     |
| 27 tháng 3 năm 2018  | Giao hữu                    | Belarus              | 0–2     |
| 6 tháng 9 năm 2018   | UEFA Nations League 2018-19 | Bulgaria             | 1–2     |
| 16 tháng 10 năm 2018 | UEFA Nations League 2018-19 | Síp                  | 1–1     |
| 16 tháng 11 năm 2018 | UEFA Nations League 2018-19 | Na Uy                | 1–1     |
| 24 tháng 3 năm 2019  | Vòng loại Euro 2020         | Bắc Macedonia        | 1–1     |
| 6 tháng 9 năm 2019   | Vòng loại Euro 2020         | Ba Lan               | 2–0     |
| 9 tháng 9 năm 2019   | Vòng loại Euro 2020         | Israel               | 3–2     |
| 13 tháng 10 năm 2019 | Vòng loại Euro 2020         | Áo                   | 0–1     |
| 16 tháng 11 năm 2019 | Vòng loại Euro 2020         | Latvia               | 1–0     |
| 3 tháng 9 năm 2020   | UEFA Nations League 2020-21 | Hy Lạp               | 0–0     |
| 6 tháng 9 năm 2020   | UEFA Nations League 2020-21 | Moldova              | 1–0     |
| 15 tháng 11 năm 2020 | UEFA Nations League 2020-21 | Kosovo               | 2–1     |
| 24 tháng 3 năm 2021  | Vòng loại World Cup 2022    | Croatia              | 1–0     |
| 1 tháng 9 năm 2021   | Vòng loại World Cup 2022    | Slovakia             | 1–1     |
| 4 tháng 9 năm 2021   | Vòng loại World Cup 2022    | Malta                | 1–0     |
| 14 tháng 11 năm 2021 | Vòng loại World Cup 2022    | Síp                  | 2–1     |

## Văn hóa
Mặc dù sân vận động chủ yếu được xây dựng cho bóng đá nhưng nó cũng được lên kế hoạch tổ chức nhiều sự kiện văn hóa. Đầu tiên là một dự án chung của hai diễn viên hài, Lado Bizovičar và Jurij Zrnec, có tựa đề Notpadu lajv?! vào ngày 20 tháng 9 năm 2010. Hơn 20.000 người đã tập trung vào sự kiện này.

## Kỷ lục
Sân vận động này là một kỷ lục cho hầu hết khán giả trong một trận bóng đá nhà của đội tuyển bóng đá quốc gia Slovenia. Điều này đã đạt được vào ngày 11 tháng 8 năm 2010 trong trận mở màn, khi Slovenia đối đầu với Úc. 16.135 người đã tập trung để xem trận đấu đó. Đó cũng là số lượng khán giả cao nhất trong bất kỳ trận đấu bóng đá nào ở Slovenia sau khi giành được độc lập vào năm 1991.

## Hình ảnh

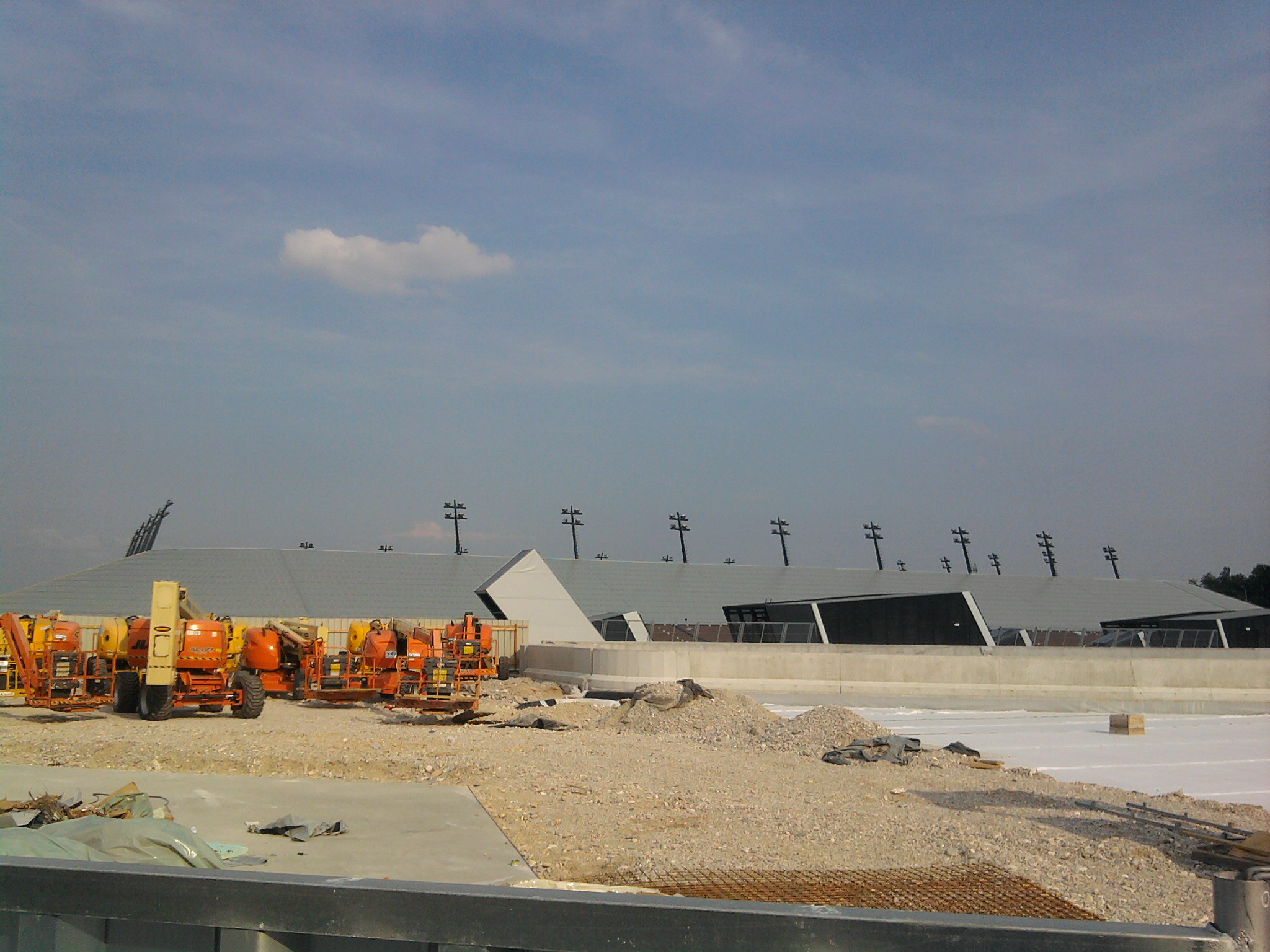

- Tập tin:Stozice5.jpg